# Grumman C-1
O Grumman C-1 Trader foi um avião de transporte aéreo utilizado pela Marinha dos Estados Unidos.

## História
Em 1952 a Marinha dos Estados Unidos fez o primeiro teste com o protótipo XS2F-1, uma  aeronave de transporte embarcado. Durante a década de 1950 três variante dos protótipo XS2F-1 surgiram: S2F-1 (S-2)Tracker,WF-2 (E-1) Tracer e o Grumman TF-1 (C-1) Trader. O TF-1 Trader foi introduzido pela US Navy em 1952 e podia transportar 9 passageiros ou 3500 kg de carga , tendo feito sua primeira missão em 1955. Em 1962 a Marinha dos Estados Unidos mudou sua denominação para C-1 Trader.
Durante as décadas de 60 e 70 o C-1 Trader serviu na Guerra do Vietnam como correio aéreo e transporte embarcado nos porta aviões ,além de ser um avião de transporte e abastecimento das demais bases da marinha do Estados Unidos no Pacífico. Também atuou como treinador para formação de pilotos de aeronaves todo-tempo. O último C-1 Trader foi retirado de serviço em 1988.
Foram produzidos 88 aparelhos do tipo C-1 sendo que  4 foram convertidos em EC-1A - destinados à missões de contramedidas eletrônicas.

## Variantes
- TF-1
  - Versão de transporte embarcado do S2F Tracker com fuselagem alongada e capacidade para transporte de 9 passageiros, renomeado C-1A em 1962. 88 construídos.

- TF-1Q
  - Coversão do TF-1 em aeronave de contramedidas eletrônicas, renomeado EC-1A em 1962. 4 aeronaves convertidas.

- TF-1W
  - Aeronave projetada para missões AWACS.Sei projeto originou o Grumman E-1 Tracer.

- C-1A
  - Antigo TF-1 renomeado em 1962.

- EC-1A
  - Antigo TF-1Q renomeado em 1962.

## Operadores
Estados Unidos
- Marinha dos Estados Unidos (1952-1988)